# Bamako Hippodrome
Bamako Hippodrome er en oplysningsfilm fra 2011 instrueret af Rune Bjerre Jensen og Rune Bjørk Mandsbjerg.

## Handling
Tag med Sory på fotosafari i det glemte kontinent. Bamako Hippodrome er en dokumentarfilm om Sory - en ung fotograf i Bamako, Mali. Han er elev på verdens første Stock-fotoskole. Bevæbnet med digitalkamera skyder han på alt og alle i Mali og loader det op via internettet til billedbureauer, med kunder verden over. Dér kan hans fotos blive solgt på lige vilkår med fotos fra resten af verden. Det skaber en unik situation. For nu kan en fattig afrikansk fotograf tjene præcis det samme som en veletableret vestlig fotograf. Vi møder Sory i jagten på det gode skud, der kan indtjene en hel månedsløn eller mere hvis det bliver bragt i vestlige medier. Og det er ikke let at gennemskue hvad der sælger og hvad der ikke gør.